# Folligny
Folligny – miejscowość i gmina we Francji, w regionie Normandia, w departamencie Manche.
Według danych na rok 1990 gminę zamieszkiwało 760 osób, a gęstość zaludnienia wynosiła 64 osoby/km² (wśród 1815 gmin Dolnej Normandii Folligny plasuje się na 298. miejscu pod względem liczby ludności, natomiast pod względem powierzchni na miejscu 394.).